# La primavera (Botticelli)
Alegoría de la primavera (en italiano: Allegoria della primavera), más conocido simplemente como La primavera, es un cuadro realizado por el pintor Sandro Botticelli, una de las obras maestras del artista renacentista italiano. Está realizado al temple sobre tabla y mide 203 cm de alto por 314 cm de ancho. Su fecha de realización fue probablemente entre 1477 y 1482. Se conserva en la Galería Uffizi, en Florencia (sala 10-14, llamada «de Botticelli», Inv. 1890 n. 8360).

## Historia

### El autor

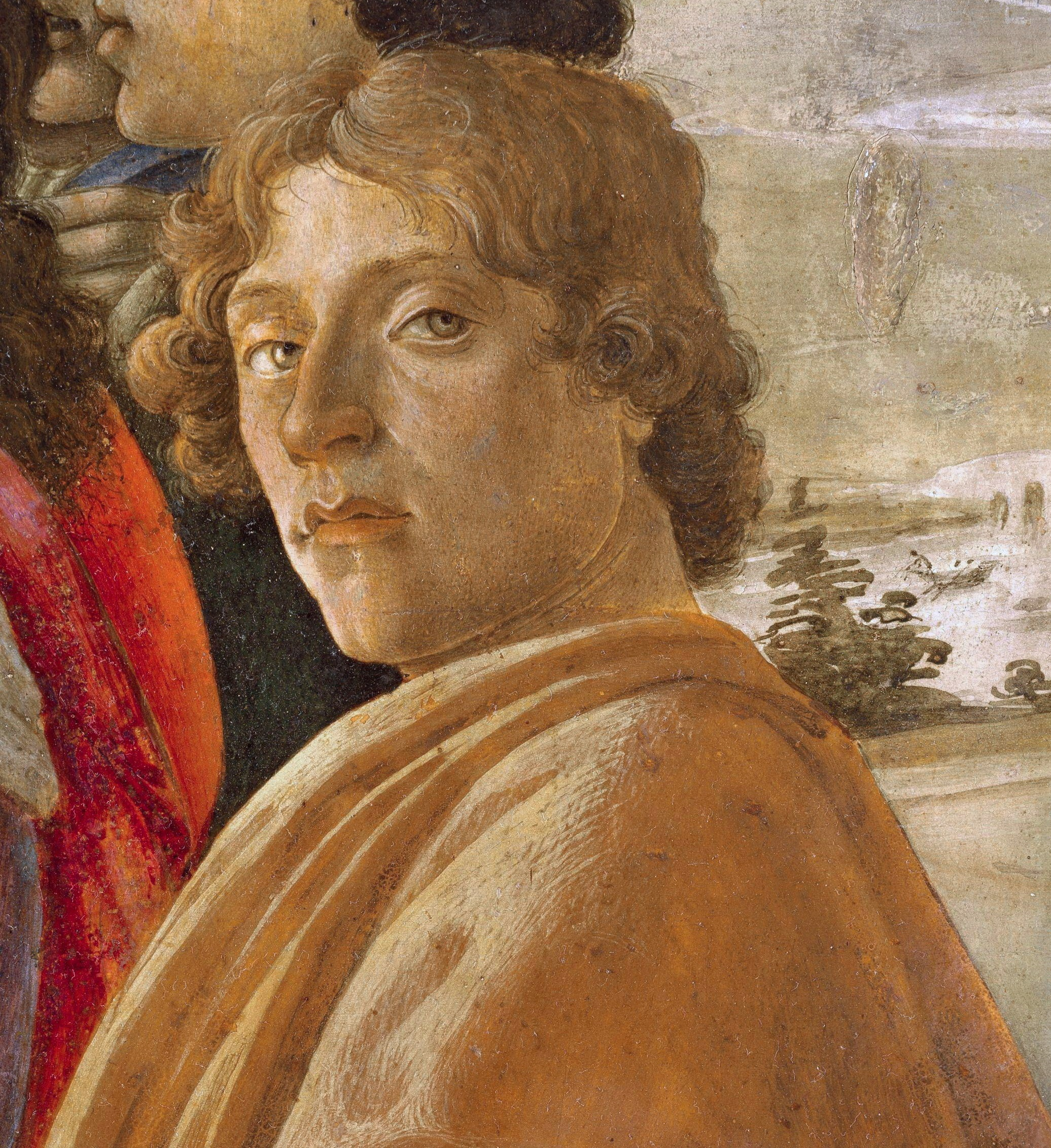
Sandro Botticelli, autorretrato en Adoración de los Magos (1475, Uffizi)

Alessandro di Mariano di Vanni Filipepi, apodado Sandro Botticelli (Florencia, 1445-ibídem, 1510) fue un pintor del Quattrocento italiano, miembro de la llamada «segunda generación florentina», tras la primera formada por Fra Angélico, Masaccio, Paolo Uccello, Andrea del Castagno y Filippo Lippi; entre sus correligionarios en esta segunda generación destacaron Benozzo Gozzoli, Domenico Ghirlandaio, los hermanos Antonio y Piero Pollaiuolo, Andrea del Verrocchio y Piero di Cosimo. Estos artistas muestran en general un estilo suntuoso y refinado, con cierta influencia de la pintura flamenca, que se denota por un gusto burgués en el detalle y los aspectos concretos de la vida, atemperada por un clasicismo inherente a la tradición pictórica italiana.
Fue discípulo de Filippo Lippi, cuya influencia se denota en sus primeras obras. Sin embargo, por su temperamento se enmarcó en un estilo derivado del gótico trecentista italiano —el llamado estilo italo-gótico—, en contraposición al naturalismo científico liderado por Masaccio. Este estilo se basaba en la preponderancia de la línea y el dibujo sobre el color, así como un deje estilizado y sentimentalista, de gracia femenina y cierto amaneramiento. Prácticamente toda su vida profesional transcurrió en Florencia, excepto su participación en la decoración de la Capilla Sixtina en Roma entre 1481 y 1482, en colaboración con Perugino, Cosimo Rosselli y Ghirlandaio. Entre 1478 y 1485 realizó, probablemente por encargo de Lorenzo di Pierfrancesco de Médici, tres obras basadas en la mitología clásica grecorromana: La primavera (c. 1478), Palas y el Centauro (c. 1482-1483) y El nacimiento de Venus (c. 1482-1485), todas ellas conservadas en los Uffizi. En estas obras desarrolló un contenido iconográfico vinculado a la filosofía neoplatónica desarrollada en la Academia Platónica Florentina por iniciativa de Cosme de Médicis, integrada por filósofos, artistas y escritores como Marsilio Ficino, Giovanni Pico della Mirandola, Cristoforo Landino, Leon Battista Alberti y Angelo Poliziano. Sus obras posteriores se alejaron del paganismo y se volvieron más serias y rigurosas, probablemente por influencia del predicador dominico Girolamo Savonarola. En su momento fue el pintor más popular de Florencia, pero después de 1500 —coincidiendo con el regreso a la ciudad de Leonardo da Vinci— su estilo lineal quedó fuera de moda y, tras su muerte, su obra cayó en el olvido, hasta que su figura fue recuperada por los prerrafaelitas a mediados del siglo XIX.
El estilo inicial de Botticelli estuvo marcado por una fluidez lineal combinada con una firmeza plástica derivada de Verrocchio, como se denota en sus vírgenes, la más notable de las cuales es la Virgen del rosal (c. 1468, Uffizi). Su serie de cuadros mitológicos para los Médici —iniciada con la Primavera— está marcada por el equilibrio espacial y una mayor consistencia formal influida por Piero Pollaiuolo. Con su colaboración en la Capilla Sixtina se inició su fase «clásica», en la que alcanza un equilibrio pleno entre la composición naturalista y una cierta abstracción formal. Sin embargo, ya en El nacimiento de Venus se percibe una cierta tensión rítmica, que se acentúa en obras posteriores como Virgen y santos (1485, Staatliche Museen, Berlín), Virgen de la granada (1487, Uffizi) y el Retablo de san Marcos (1490, Uffizi). Sus obras posteriores, marcadas por una nueva pasión religiosa influida por Savonarola, muestran un ritmo más quebrado y una sensibilidad más inquieta, como en La calumnia de Apeles (1495, Uffizi). Sus últimas obras son ya completamente arcaizantes, fuera del ambiente artístico de su tiempo: Natividad mística (1501, The National Gallery, Londres), Crucifixión (c. 1500-1505, Fogg Art Museum, Cambridge).

### El cuadro

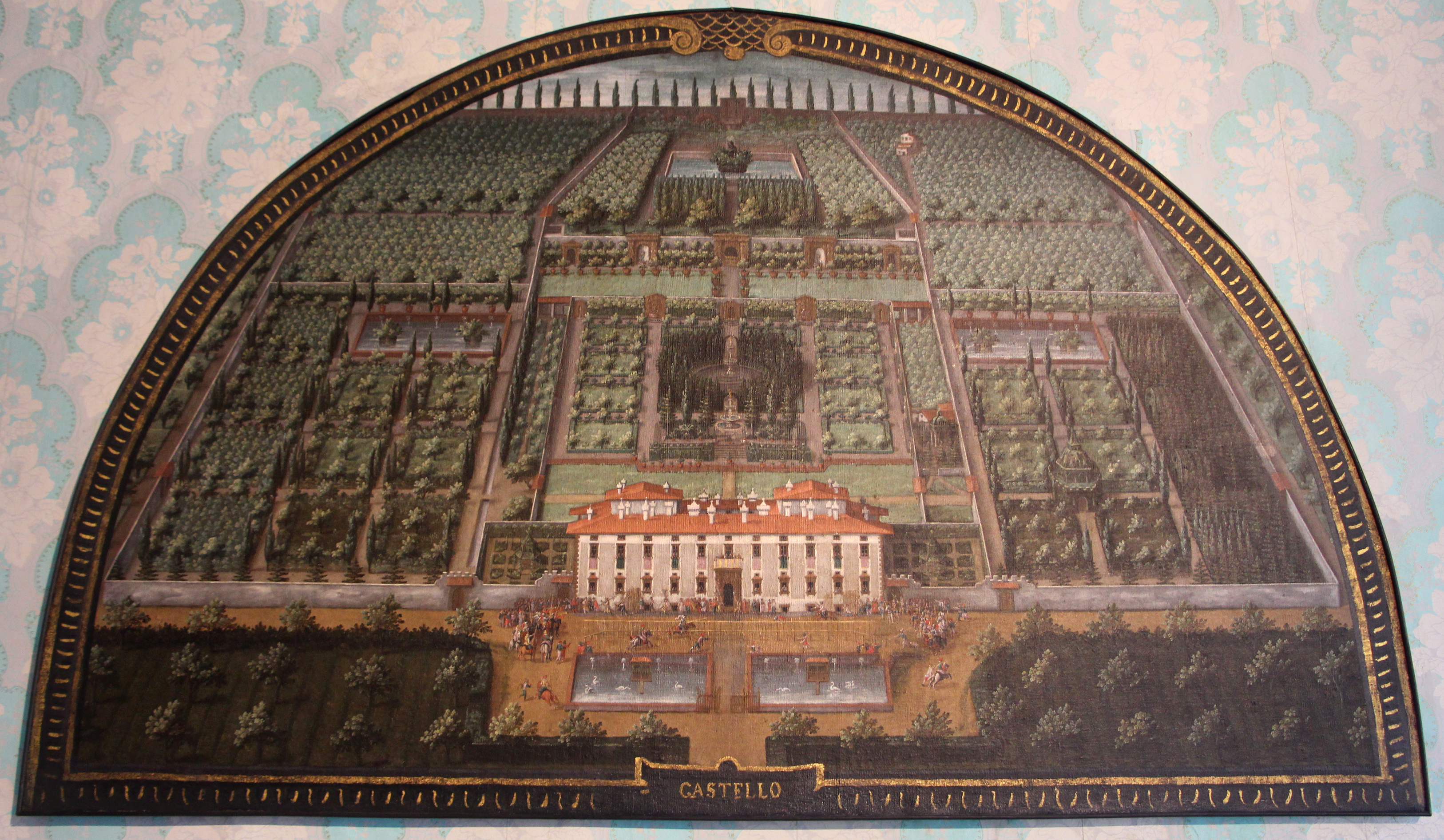
La Villa di Castello (Florencia) albergó el cuadro hasta 1815, fecha en que pasó a los Uffizi. Cuadro de Giusto Utens (1599-1602), Museo di Firenze com'era

Esta obra fue encargada por Lorenzo di Pierfrancesco de Médici, primo de Lorenzo el Magnífico, para adornar la Villa di Castello, en la campiña florentina, junto a Palas y el Centauro (c. 1482-1483). Tradicionalmente se había creído que El nacimiento de Venus había sido encargada junto a las anteriores, ya que fue allí donde las contempló Giorgio Vasari años después, pero no existen pruebas documentales de tal hecho.
Un inventario de 1499, que no se descubrió hasta 1975, enumera la propiedad de Lorenzo di Pierfrancesco y su hermano Giovanni y permite afirmar que en el siglo XV La Primavera estaba sobre un letuccio (diván) en una antesala adyacente a las habitaciones de Lorenzo di Pierfrancesco en la ciudad de Florencia. Posteriormente debió trasladarse a la villa de los Médici en Castello, donde la sitúa Vasari en 1551, quien en sus Vite señala que:

A Castello, villa del Duca Cosimo, sono due quadri figurati, l'uno Venere che nasce e quelle aure e venti che la fanno venire a terra con gli amori, e così un'altra Venere che la Grazie la fioriscono, dinotando la Primavera.
En Castello, una villa del duque Cosme, hay dos cuadros que figuran, uno a Venus naciendo y a esas brisas y vientos que la empujan a tierra, con los cupidos; y también otra Venus a quien las Gracias adornan con flores, denotando la Primavera.

El cuadro estuvo en la Villa di Castello hasta 1815, fecha en que fue depositado en la Galería Uffizi.

## Descripción

### Iconografía

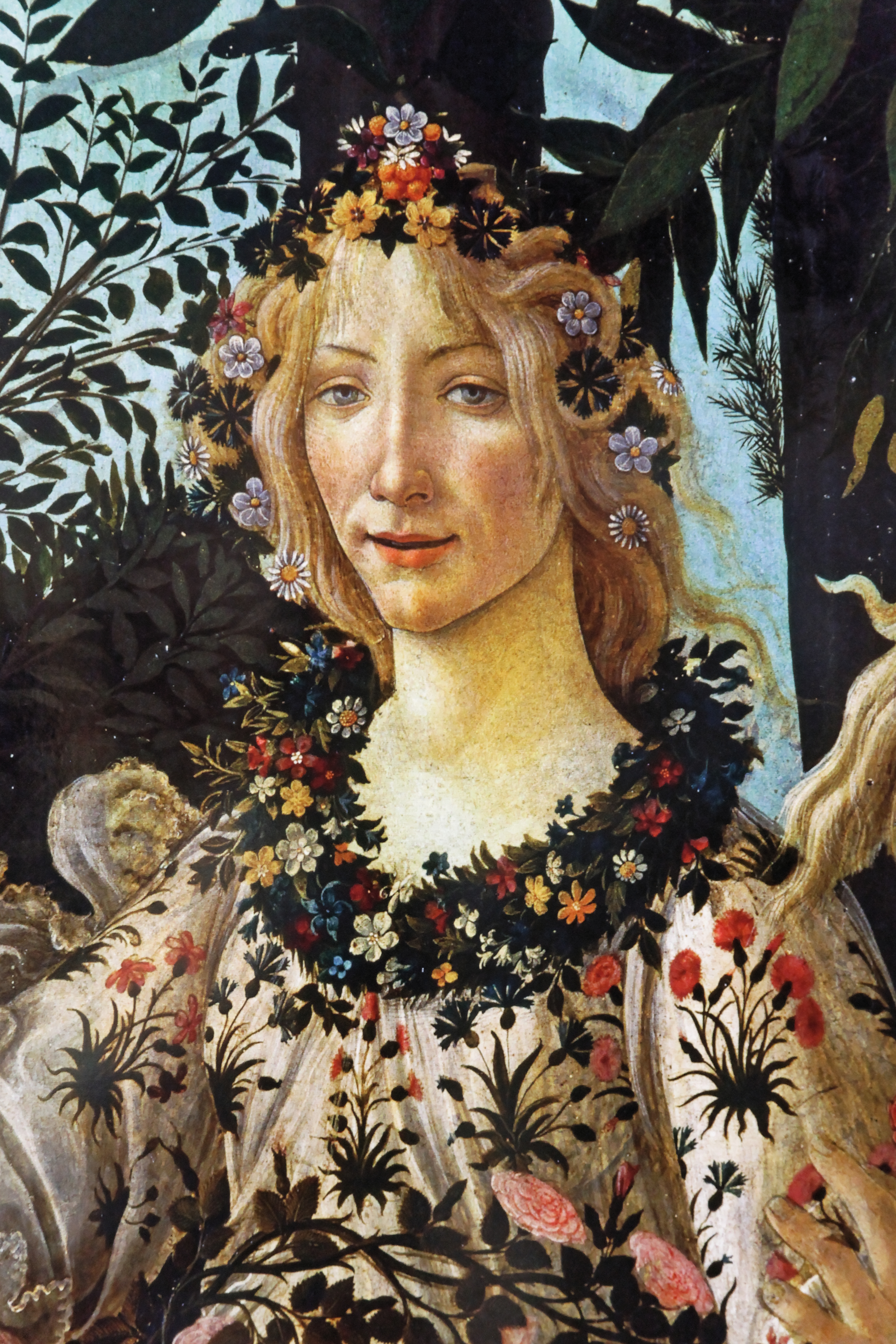
Detalle de Flora

Esta obra está impregnada de la cultura humanística y neoplatónica de la corte de Lorenzo el Magnífico. Presenta una atmósfera de fábula mitológica en la que se celebra una especie de rito pagano, que rompe con la pintura religiosa cristiana propia de la Edad Media. La crítica no se muestra de acuerdo sobre su exacta alegoría y se debate sobre su significado y, por consiguiente, su título. Si por un lado se produce un cierto acuerdo sobre la individualización de alguno de los nueve personajes representados, hay discusiones que han nacido a lo largo de los años, en particular a partir de la segunda mitad del siglo XIX, sobre los referentes literarios más específicos y los significados que esconde la obra. Algunas teorías sostienen que el dios Mercurio —el personaje situado más a la izquierda— representa a Giuliano de Médici, el hermano de Lorenzo el Magnífico, y que la gracia que mira al dios representa a su amante, Simonetta Vespucci.
Aunque existen diversas interpretaciones, la mayoría de expertos concuerdan con que la figura central se corresponde con Venus, la diosa del amor (Afrodita en la mitología griega), vestida con túnica blanca y un manto rojo, que levanta su brazo derecho en señal de salutación y de invitación a su jardín. A la derecha del cuadro aparece Céfiro, dios del viento del oeste, en el momento en que rapta a la ninfa Cloris, vestida con una túnica transparente; sin embargo, en el momento del rapto Céfiro se enamora de la ninfa y la convierte en su esposa, instante en el que esta se convierte en Flora, la diosa de las flores y los jardines, que es la figura que aparece junto a Venus, vestida con un traje decorado con flores; en sus manos sostiene un cesto de flores que va esparciendo por el suelo. El instante de la transformación está simbolizado por el ramo de flores que surge de la boca de Cloris. Sobre Venus aparece Cupido (Eros en la mitología griega), que dirige su flecha hacia las tres figuras que danzan. Estas son las tres Gracias, diosas del encanto, la belleza y la fertilidad: Castitas, Voluptas y Pulchritudo (Aglaya, Eufrósine y Talía en la mitología griega), que representan, respectivamente, la castidad, la voluptuosidad y la belleza (en la mitología romana personificaban igualmente tres prototipos de mujer: la virgen, la esposa y la amante). En el costado izquierdo aparece Mercurio, vestido con una clámide roja decorada con llamas, con casco y daga y con sus típicas botas aladas; con el brazo derecho sostiene un caduceo —una versión con dos dragones alados—, con el que ahuyenta unas nubes. Como dios de la razón, Mercurio dirige la mentalidad humana hacia la divinidad. La interpretación más verosímil es la que señala el circuito del amor de lo material a lo espiritual: el amor llega como pasión con la figura de Céfiro y se convierte en contemplación con Mercurio.
Cabe señalar que Cupido era hijo de Venus y Mercurio, y los tres personajes comparten un elemento, el de las llamas del amor, que aparece en la flecha de Cupido, en el escote del vestido de Venus y en la túnica de Mercurio. Al mismo tiempo, las llamas son el símbolo del martirio de san Lorenzo, lo que aludiría al comitente, Lorenzo di Pierfrancesco.
Botticelli opta aquí por un formato monumental, con figuras de tamaño natural, y lo compagina con una gran atención al detalle. Esto puede verse en las diversas piezas de orfebrería, representadas minuciosamente, como el casco y la empuñadura de la espada de Mercurio, las cadenas y los broches de las Gracias o diversos ejemplos más. Mientras algunas de las figuras estaban inspiradas por esculturas antiguas, estas no eran copias directas sino adaptadas al lenguaje formal propio de Botticelli: figuras de elevada estatura, delgadas, ligeramente alargadas, muy idealizadas, muy dibujadas con unas limpias líneas que marcan los perfiles, cuyos cuerpos a veces parecen artificiosamente estirados y presagian el estilo elegante y cortés del manierismo del siglo XVI. Como fuente iconográfica para la representación de las tres Gracias Botticelli parece recurrir a la Puerta del Paraíso realizada por Lorenzo Ghiberti en el baptisterio de Florencia, en particular el grupo de siervas del relieve de Esaú y Jacob. Las figuras destacan contra el fondo por la claridad de su piel y sus ropajes, de colores claros e incluso transparentes. Esta palidez en los colores muestra la anatomía del desnudo, que da más volumen a la representación; esta técnica recuerda a la de los paños mojados de Fidias. La luz unifica la escena, incluso parece emanar de los propios cuerpos.
La composición se enmarca en un bosque de naranjos, pinos y laureles, que suponen un escenario ordenado y vertical para servir de fondo, casi plano y severo, a los personajes representados. Detrás de Venus hay un mirto, una planta tradicionalmente sagrada para ella. La parte derecha está hecha de árboles doblados por el viento o por la fuerza creadora, en concreto laureles, lo que sería una alusión a Lorenzo, en latín Laurentius. El suelo es una capa de hierba muy oscura en la que están detalladas flores típicamente toscanas que aparecen en el mes de mayo: margaritas, violetas, rosas, eléboros, viboreras, tusilagos, fresas, muscari, amapolas, acianos, jazmines, jacintos y ranúnculos. Son también reconocibles las de Flora: en la cabeza lleva violetas, acianos y una ramita de fresas silvestres; en torno a su cuello, una corona de mirto; en el manto lleva rosas; por último, va esparciendo nomeolvides, jacintos, iris, siemprevivas, clavellinas y anémonas. De la boca de la ninfa Cloris surgen pervincas, fresas, rosas, anémonas y acianos. En los pies de las Gracias hay nigella, nomeolvides, azafrán y euforbia.

### Análisis

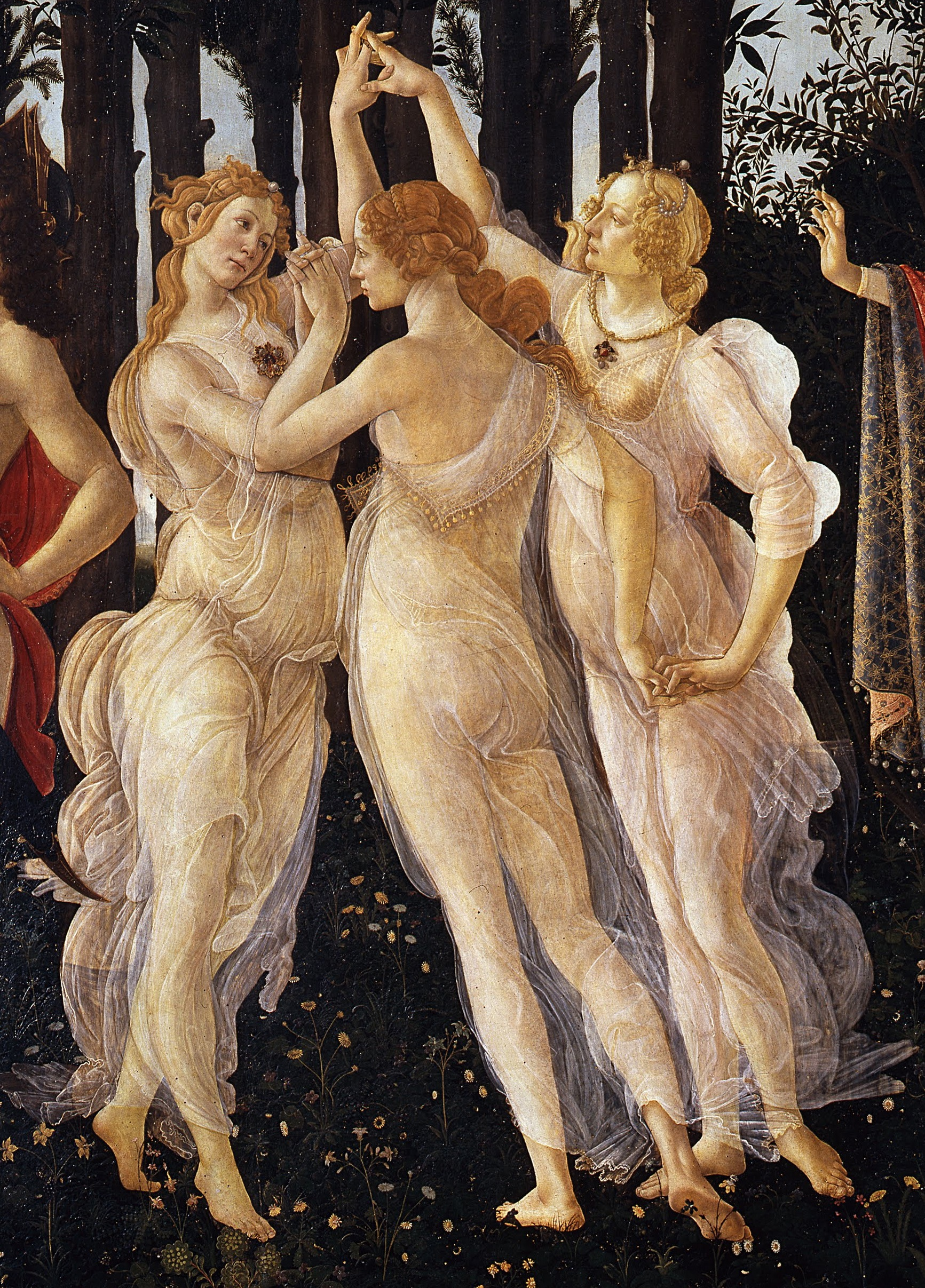
Las tres Gracias

Sobre esta obra se ha efectuado a menudo una lectura en clave neoplatónica: Platón, en El banquete, imaginó la existencia de dos Afroditas: Afrodita Urania (celeste), que representaría el amor puro y espiritual, y Afrodita Pandemos (popular), que significaría el amor vulgar, material. Esta diferenciación entre dos Venus como personificaciones de dos tipos de amor fue recogida por la Academia Platónica Florentina, en cuyo ambiente estaba inmerso Botticelli. Marsilio Ficino, uno de los principales teóricos de la escuela, recuperó la figura de Venus como modelo de virtudes y de exaltación mística, y opuso las dos figuras de Venus como símbolos de lo que hay de divino y de terrenal en la mujer. Así, en la Primavera Botticelli recogió esta idea, donde las figuras representadas simbolizarían el circuito del amor, desde el terrenal representado por Céfiro hasta el celestial simbolizado por Mercurio. De igual manera, en El nacimiento de Venus, la figura central sería la de la Venus celeste, engendrada por la unión entre el espíritu y la materia.
La interpretación más tradicional fue la ofrecida por Aby Warburg en Sandro Botticelli, Geburt der Venus und Frühling (1893), donde identifica las figuras de Venus, Flora, Cloris, Céfiro, Cupido, Mercurio y las tres Gracias. Por su parte, Edgar Wind (Los misterios paganos del Renacimiento, 1972) ve un paralelismo entre las tres figuras de la izquierda y la derecha —excluyendo Mercurio y Cupido—: Céfiro representaría el Amor, que intena seducir a Cloris, que sería la Castidad, mientras que Venus personifica la Belleza; estos tres conceptos tendrían su espejo en las tres Gracias: Castitas es la figura del centro y es la que recibe la flecha de Cupido; Voluptas, a su izquierda, refleja la pasión, mientras que Pulchritudo, que se vuelve hacia Mercurio, es la más comedida. Las tres Gracias a su vez simbolizan la liberalidad, tal como señaló Séneca (De beneficiis, I, 3, 2-7) y recogió Leon Battista Alberti en su De pictura. La interpretación de Wind sería que la unión del Amor y la Castidad generaría la Belleza, personificada en Flora, la primavera; esta unión sería favorecida por Venus, que simbolizaría así la Concordia.
Las Gracias representan una tríada donación-aceptación-devolución, según la teoría neoplatónica del ciclo energético que rige el universo: Dios emana un flujo (emanatio) que proprociona a todos los seres una fuerza vivificante (raptio), que a su vez propicia el ascenso hacia una esfera superior donde se halla la divinidad (rematio). Según este concepto, Mercurio sería la figura propiciadora de este rematio. Mercurio, como mediador entre hombres y dioses, es el guía que transporta las almas al más allá (Psicopompo). Además, para los neoplatónicos significada el entendimiento, la razón, la revelación de los conocimientos y los misterios del universo. El hecho de que con su caduceo disperse las nubes puede significar el acceso al entendimiento.
Emil Jacobsen (Archivio storico dell'arte, 1897) relacionó la obra con la muerte de Simonetta Vespucci, que aparecería renacida en el Elíseo. Otra interpretación, derivada de unos versos de Angelo Poliziano, relacionaría las ocho figuras con los meses de febrero a septiembre (de Céfiro a Mercurio), excluyendo los de invierno, considerados nefandos.
Otra interpretación en la pintura sería la de plasmar el marco político de la península itálica durante el siglo XV: según esta visión, Flora sería Florencia, Mercurio-Milán, Cupido-Roma, las tres Gracias Pisa, Nápoles y Génova, la ninfa Cloris-Mantua, Venus-Venecia y Céfiro-Bolzano.
La plena interpretación de este cuadro está supeditada a su relación con El nacimiento de Venus. Según Erwin Panofsky (Renacimiento y renacimientos en el arte occidental, 1975), en ambas obras la figura de Venus ocupa el lugar central, aunque una está desnuda (Nacimiento) y otra vestida (Primavera), y representan los dos polos de esta figura mítica: en el Nacimiento se representa la Venus celeste y en la Primavera la Venus vulgar. En cambio de lo que podría parecer, es la celeste la que se muestra desnuda, porque su belleza es pura y de origen sobrenatural. Tiziano hizo la misma contraposición en Amor sacro y amor profano (1515, Galería Borghese, Roma). Otra correspondencia, señalada por Edgar Wind, es la presencia en El nacimiento de Venus de la Primavera dispuesta a cubrir a la diosa con un manto, lo que equivaldría a ocultar la verdadera belleza pura y desnuda; una vez cubierta, se transforma en la Venus vulgar que aparece en la Primavera. En última instancia, una es reflejo de la otra, la belleza corporal como reflejo de la belleza espiritual, el amor humano como reflejo del amor divino.
Por su parte, Ernst Gombrich (Botticelli's Mythologies, 1945) identificó la figura de Venus como Humanitas, la humanidad, una personificación del nuevo humanismo renacentista. Se basó para ello en una carta de Ficino a Lorenzo di Pierfrancesco —su alumno—, en la que disertaba sobre el papel de Venus en la formación y comportamiento humano. La figura de Humanitas sería la quintaesencia de las cualidades humanas, que reuniría en sí el Amor, la Caridad, la Dignidad, la Magnanimidad, la Liberalidad, la Magnificencia, la Gentileza, la Modestia, el Encanto y el Esplendor.  La suma de estas cualidades da la Humanitas, la poseedora de todos los seres humanos, pues «nada grande poseeremos en esta tierra sin poseer a los hombres mismos, de cuyo amparo nacen todas las cosas terrenas». En el fondo, se trata de una figura pedagógica que alude al conocimiento superior y a la comunión con la divinidad. Según Gombrich, pudo ser esta carta la que propiciase el encargo del cuadro, por cuanto para Ficino la vista era el principal de los sentidos y las imágenes tenían para él una indudable función pedagógica. Así, en esta obra la Belleza (Venus) conduciría a la Moral (Humanitas).
Algunos historiadores del arte como Gombrich (op. cit.) y André Chastel (Arte y humanismo en Florencia en la época de Lorenzo el Magnífico, 1991) han señalado igualmente su concordancia con la religión católica, derivada del intento de la Academia Florentina de aunar la filosofía platónica con la doctrina cristiana. Ficino llegó a equiparar a Platón con el Dios Padre y a Plotino como su hijo Cristo. Así, las obras mitológicas de Botticelli reflejarían también valores propios del arte sagrado, mediante una transferencia de tipos que vincularía las imágenes profanas con las de culto religioso. Según estos estudiosos, El nacimiento de Venus podría relacionarse con el Bautismo de Jesús, mientras que la Venus de la Primavera sería equiparable con una Virgen de la Anunciación. En cualquier caso, es innegable el parecido de numerosas vírgenes botticellianas con diosas mitológicas, partiendo además de que la modelo de ambos tipos fue en varias ocasiones Simonetta Vespucci.
Sobre la identificación de Venus con la Virgen de la Anunciación, Panofsky señala que tal hecho podría estar corroborado por el posible embarazo que parece mostrar Venus. A su vez, esta identificación mitológica-teológica se relaciona con la fórmula Venus=Humanitas en un escrito de Tomás de Aquino: «a la beata Virgen se la llama madre de Dios porque ella es, respecto a una Persona que tiene las dos naturalezas divina y humana, Su madre en cuanto a Su humanidad» (Summa Theologiae, cuestión XXXV, artículo 4, c).

### Fuentes literarias

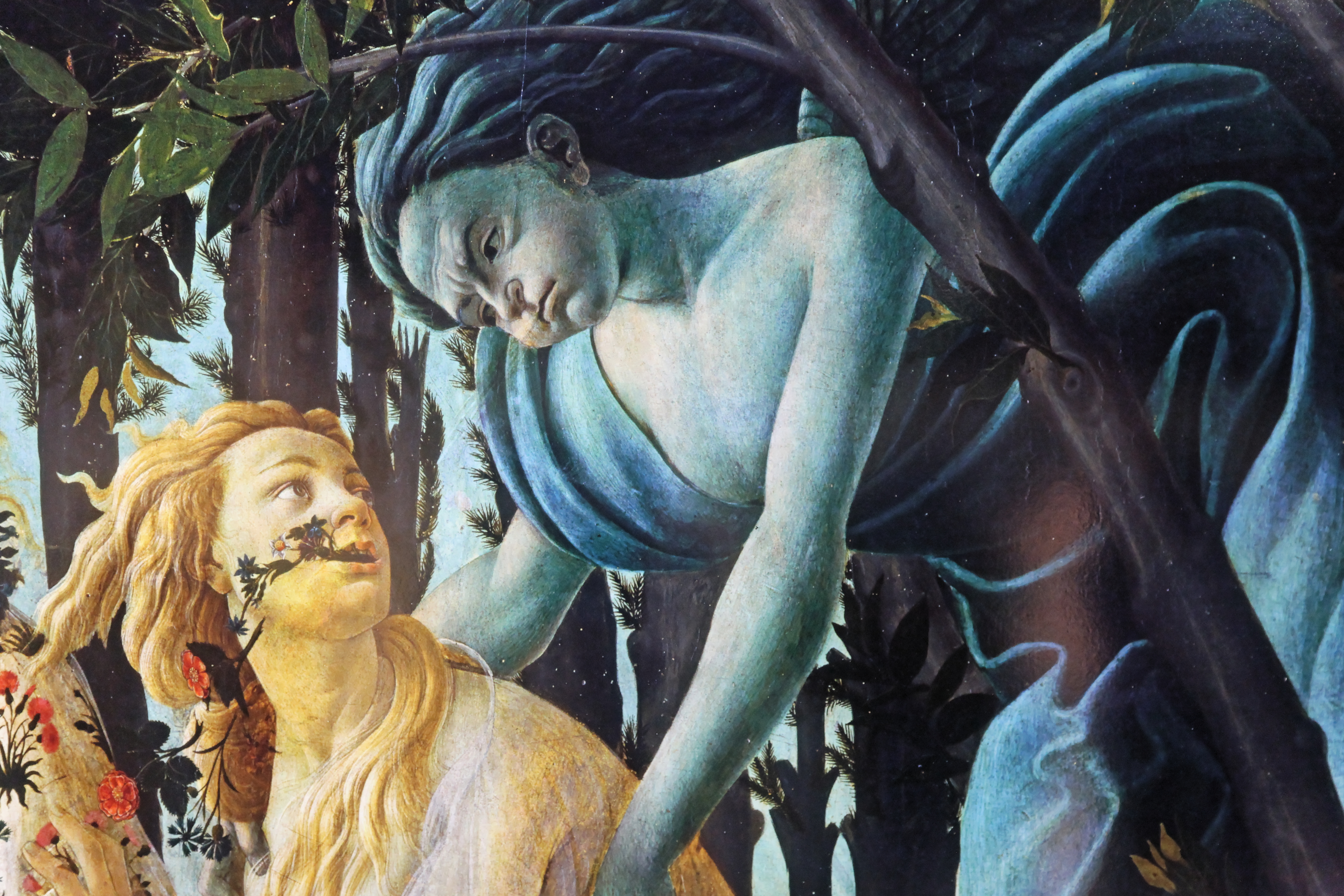
Céfiro y Cloris